# Ítalo Díaz
Ítalo Andrés Díaz Muñoz (Santiago, 21 giugno 1971) è un ex calciatore cileno, di ruolo difensore.